# Bożepole Szlacheckie
Bożepole Szlacheckie (kaszb. Szlachecké Bòżépòlé) – wieś  w Polsce położona w województwie pomorskim, w powiecie kościerskim, w gminie Stara Kiszewa
Miejscowość na  pograniczu kaszubsko-kociewskim położona przy drodze wojewódzkiej nr .
W latach 1975–1998 miejscowość administracyjnie należała do województwa gdańskiego.

## Historia
Bożepole, niemieckie nazwy Boschpol, Boszpol, w wieku XIX stanowiły wieś i dobra w powiecie kościerskim, najbliższa dla nich stacja pocztowa była wówczas w  Starej Kiszewie. W roku 1880 było tu 967 mórg obszaru (575 mórg ziemi ornej, 50 łąk, 306 lasu). W roku 1648 właścicielem był Floryan Pawłowski. W 1880  Zalewski, przed nim  Rogowski.